# Paris (film, 1937)
Pour les articles homonymes, voir Paris (film).
Pour plus de détails, voir Fiche technique et Distribution.
Paris est un film français de Jean Choux réalisé en 1936, sorti le 15 janvier 1937.

## Contexte
À l'origine, Paris est une pièce en 2 actes et 8 tableaux de René Benjamin qui a été représentée pour la première fois au Théâtre de la Porte-Saint-Martin à Paris le 22 janvier 1932[réf. nécessaire].
Elle est dédiée par l'auteur à son ami, le compositeur Albert Willemetz et a été éditée par la Librairie Plon en 1932[réf. nécessaire].
Le cinéaste Jean Choux en a fait un film en 1936.

## Fiche technique
- Réalisation : Jean Choux
- Scénario : René Benjamin, Jean Choux
- Photographie : Joseph-Louis Mundwiller et André Thomas
- Musique : Jacques Ibert et Jean Mag
  - Chanson : Paris interprétée par Claude Dalthis[1]
- Montage : Marthe Poncin
- Décors : Claude Bouxin
- Format : Son mono  - Noir et blanc - 35 mm  - 1,37:1
- Société de production : SIFFRA
- Durée 95 minutes
- Genre : Film dramatique
- Date de sortie :
  - 15 janvier 1937 en France

## Distribution
- Harry Baur : Alexandre Lafortune
- Renée Saint-Cyr : Biche
- Raymond Segard : Antoine
- Christian Gérard : Coco
- Camille Bert : l'avocat
- Fred Poulin : le patron de bistrot
- Marcelle Servière : Mme Lambert
- Rika Radifé
- Colette Borelli
- Jacques Bousquet
- Anthony Gildès
- Édouard Rousseau
- Odette Talazac
- Marfa d'Hervilly
- Paulette Fordyce